# Abdallah Ibrahim
Abdallah Ibrahim, född 24 augusti 1918, död 11 september 2005, var Marockos premiärminister mellan 16 december 1958 och 20 maj 1960. I sin egen regering var han samtidigt även Marockos utrikesminister.